# Nélson Semedo
Nélson Cabral Semedo (* 16. listopadu 1993 Lisabon) je portugalský profesionální fotbalista, který hraje na pozici pravého obránce za klub hrající anglickou Premier League Wolverhampton Wanderers a za portugalský národní tým.

## Klubová kariéra

### Benfica
Semedo, který se narodil v Lisabonu, prošel mládežnickým systémem v Sintrense a v prvním týmu debutoval ve věku 17 let. 12. ledna 2012 podepsal spolu s Manuelem Lizem pětileté smlouvy s lisabonskou Benficou, které vstoupily v platnost 1. července 2012. Oba poté strávili jednu sezónu na hostování v třetiligové Fátimě.
Semedo se vrátil do Benficy v létě 2013 a stal se součástí B týmu. V Segunda Lize debutoval 10. srpna v zápase proti Trofense. Po téměř 60 utkáních v rezervě byl označován jako budoucí náhrada za dlouholetou oporu Maxiho Pereiru z prvního týmu.

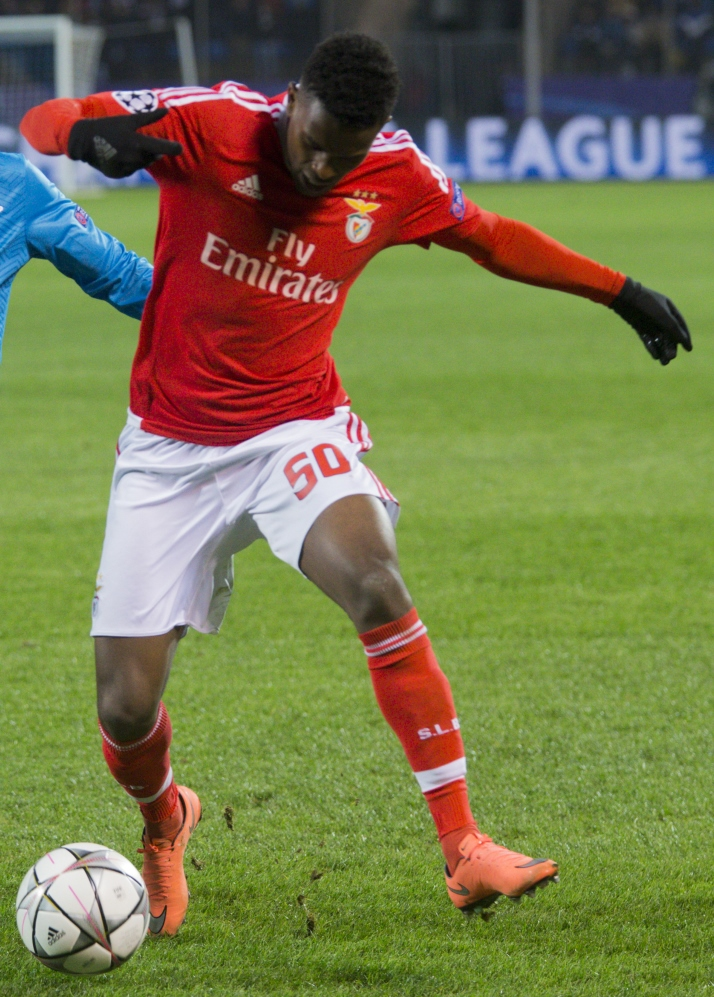
Semedo hrající za Benficu v Lize mistrů

Po Pereirově odchodu prodloužil Semedo smlouvu do roku 2021 a připojil se k prvnímu týmu na předsezónním turnaji v Severní Americe v červenci 2015. 9. srpna 2015 debutoval v A týmu při prohře 0:1 proti Sporting CP v Portugalském superpoháru. O týden později vstřelil svůj první gól při domácí výhře 4:0 proti Estorilu v Primeira Lize.
Poté, co se usadil v základní jedenáctce, se v říjnu 2015 zranil na reprezentačním srazu. Zranění pravého kolena vyžadovalo chirurgický zákrok, a na hřiště se vrátil až v lednu 2016. ale nenavázal na svou předchozí formu a ztratil místo v základní sestavě, kde jej nahradil André Almeida. Semedo dokončil sezónu v rezervním týmu.
V sezóně 2016/17 Semedo znovu získal pozici na pravé obraně a stal se třetím nejvyužívanějším hráčem Benficy v sezóně. V lize skóroval jednou při výhře 2:1 nad Aroucou a jednou v Lize mistrů UEFA při remíze 3:3 v základní skupině proti Beşiktaşi.
Ve finále Taça de Portugal, které se hrálo 28. května 2017, asistoval Semedo Eduardovi Salviovi při druhém gólu. Benfica zápas zvládla a Vitóriu de Guimarães porazila 2:1. Za své výkony v celé sezóně získal ocenění Průlomový hráč roku.

### Barcelona
13. července 2017, přestoupil Semedo do katalánského klubu FC Barcelona. Následující den podepsal pětiletou smlouvu, portugalský klub za něj získal 30,5 milionu euro plus dalších potenciálních 5 milionů euro za každých 50 zápasů, které v Barceloně odehraje. Debutoval 16. srpna ve druhém utkání Supercopa de España proti Realu Madrid, na Santiago Bernabéu Barcelona prohrála 0:2.
Semedo odehrál první zápas v novém klubu v Lize mistrů 13. září 2017 a byl chválen za svůj výkon při vítězství 3:0 nad Juventusem v základní skupině. Svůj první soutěžní gól v dresu Barcelony vstřelil 27. ledna 2019 při vítězství 2:0 proti Gironě. Jeho druhý gól dal proti Alavésu při vítězstvím 5:0 v posledním zápase sezóny.

### Wolverhampton Wanderers
23. září 2020 se Semedo přesunul do klubu anglické Premier League Wolverhamptonu Wanderers, když podepsal smlouvu na tři roky (s opcí na další dva roky) za poplatek za přestup ve výši 30 milionů euro. Semedo debutoval ve Wolves v Premier League při porážce 4:0 proti West Hamu 27. září 2020. Na domácím stadionu, na Molineux, debutoval v příštím zápase při vítězství 1:0 nad Fulhamem dne 4. října 2020. Svůj první gól za Wolves vstřelil v rozlučkovém zápase hlavního trenéra Nuna Espírita Santa, v závěrečném zápase sezóny Premier League 2020/21, 23. května 2021 při domácí porážce 1:2 proti Manchesteru United.

## Reprezentační kariéra

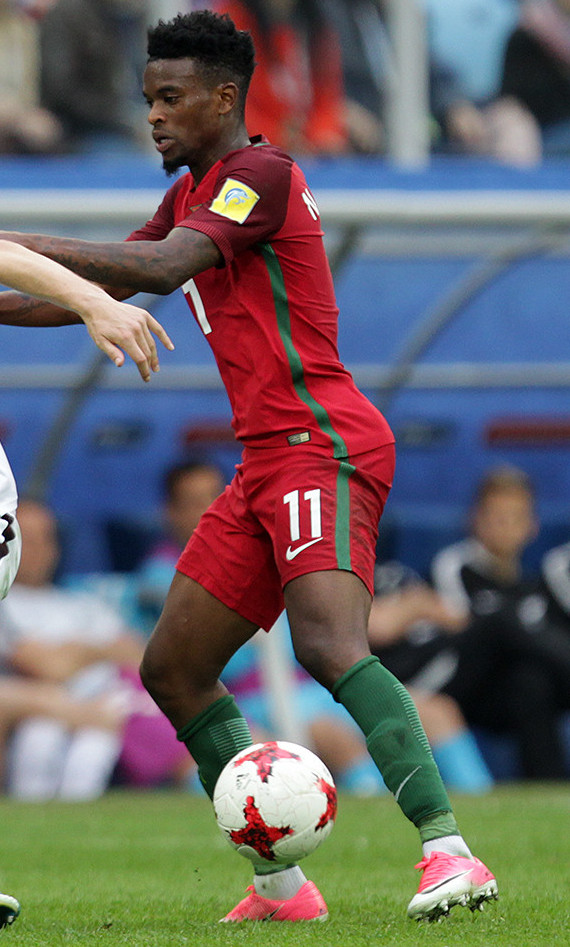
Semedo hrající na Konfederačním poháru (2017)

Semedo je kapverdského původu. Semedo byl poprvé povolán do národního týmu Portugalska 2. října 2015 na kvalifikační zápasy na Euro 2016 proti Dánsku a Srbsku. V zápase proti Srbsku debutoval, na stadionu Partizan v Bělehradě odehrál celé utkání a pomohl k vítězství 2:1.
Semedo byl vybrán do portugalského týmu na Konfederační pohár 2017. Odehrál poslední zápas skupinové fáze proti Novému Zélandu. Objevil se také v zápasu o třetí místo proti Mexiku, v 106. minutě byl však vyloučen, ale jeho tým dokázal získat bronzovou medaili.
Semedo byl na do předběžném seznamu 35členného týmu Portugalska na Mistrovství světa 2018. Nebyl však vybrán do finálového 23členného týmu.

## Statistiky

### Klubové
K 15. lednu 2022
| Klub                    | Sezóna  | Liga             | Liga   | Liga | Národní pohár | Národní pohár | Ligový pohár | Ligový pohár | Evropské poháry | Evropské poháry | Ostatní | Ostatní | Celkem | Celkem |
| Klub                    | Sezóna  | Liga             | Zápasy | Góly | Zápasy        | Góly          | Zápasy       | Góly         | Zápasy          | Góly            | Zápasy  | Góly    | Zápasy | Góly   |
| ----------------------- | ------- | ---------------- | ------ | ---- | ------------- | ------------- | ------------ | ------------ | --------------- | --------------- | ------- | ------- | ------ | ------ |
| Sintrense               | 2011/12 | Terceira Divisão | 26     | 5    | 1             | 0             | —            | —            | —               | —               | —       | —       | 27     | 5      |
| Fátima (host.)          | 2012/13 | Segunda Divisão  | 29     | 0    | 2             | 0             | —            | —            | —               | —               | —       | —       | 31     | 0      |
| Benfica B               | 2013/14 | Segunda Liga     | 17     | 0    | —             | —             | —            | —            | —               | —               | —       | —       | 17     | 0      |
| Benfica B               | 2014/15 | Segunda Liga     | 42     | 1    | —             | —             | —            | —            | —               | —               | —       | —       | 42     | 1      |
| Benfica B               | 2015/16 | Segunda Liga     | 4      | 3    | —             | —             | —            | —            | —               | —               | —       | —       | 4      | 3      |
| Benfica B               | Celkem  | Celkem           | 63     | 4    | —             | —             | —            | —            | —               | —               | —       | —       | 63     | 4      |
| Benfica                 | 2015/16 | Primeira Liga    | 12     | 1    | 0             | 0             | 2            | 0            | 3               | 0               | 1       | 0       | 18     | 1      |
| Benfica                 | 2016/17 | Primeira Liga    | 31     | 1    | 4             | 0             | 2            | 0            | 8               | 1               | 1       | 0       | 46     | 2      |
| Benfica                 | Celkem  | Celkem           | 43     | 2    | 4             | 0             | 4            | 0            | 11              | 1               | 2       | 0       | 64     | 3      |
| Barcelona               | 2017/18 | La Liga          | 24     | 0    | 4             | 0             | —            | —            | 7               | 0               | 1       | 0       | 36     | 0      |
| Barcelona               | 2018/19 | La Liga          | 26     | 1    | 9             | 0             | —            | —            | 10              | 0               | 1       | 0       | 46     | 1      |
| Barcelona               | 2019/20 | La Liga          | 32     | 1    | 3             | 0             | —            | —            | 7               | 0               | 0       | 0       | 42     | 1      |
| Barcelona               | Celkem  | Celkem           | 82     | 2    | 16            | 0             | 0            | 0            | 24              | 0               | 2       | 0       | 124    | 2      |
| Wolverhampton Wanderers | 2020/21 | Premier League   | 34     | 1    | 1             | 0             | 0            | 0            | —               | —               | —       | —       | 35     | 1      |
| Wolverhampton Wanderers | 2021/22 | Premier League   | 18     | 0    | 1             | 1             | 1            | 0            | —               | —               | —       | —       | 20     | 1      |
| Wolverhampton Wanderers | Celkem  | Celkem           | 52     | 1    | 2             | 1             | 1            | 0            | —               | —               | —       | —       | 55     | 2      |
| Celkem                  | Celkem  | Celkem           | 295    | 15   | 25            | 1             | 5            | 0            | 35              | 1               | 4       | 0       | 364    | 16     |

### Reprezentační
K 11. listopadu 2021
| Portugalsko | Portugalsko | Portugalsko |
| Rok         | Zápasy      | Góly        |
| ----------- | ----------- | ----------- |
| 2015        | 1           | 0           |
| 2016        | 0           | 0           |
| 2017        | 7           | 0           |
| 2018        | 0           | 0           |
| 2019        | 5           | 0           |
| 2020        | 4           | 0           |
| 2021        | 7           | 0           |
| Celkem      | 24          | 0           |

## Ocenění

### Klubové

#### Benfica
- Primeira Liga: 2015/16[42], 2016/17[42]
- Taça de Portugal: 2016/17[42]
- Taça da Liga: 2015/16[42]
- Supertaça Cândido de Oliveira: 2016[42]

#### Barcelona
- La Liga: 2017/18[42], 2018/19[42]
- Copa del Rey: 2017/18[42]
- Supercopa de España: 2018[42]

### Reprezentační

#### Portugalsko
- Liga národů UEFA: 2018/19[43]
- Konfederační pohár FIFA: 2017 (třetí místo)[1]

### Individuální
- Jedenáctka sezóny Primeira Ligy: 2016,[44] 2017[45]
- Průlomový hráč roku Primeira Ligy: 2016/17
- Průlomová jedenáctka sezóny Ligy mistrů UEFA: 2017[46]
- Jedenáctka turnaje Ligy národů UEFA: 2019[47]